# 안한별
안한별(1991년 4월 15일 ~ )은 대한민국의 전직 카트라이더 프로게이머이다.

## 수상 경력
- 2007 퀸오브카트 시즌4 3위
- 2007 곰TV 카트라이더 6차 리그 본선 진출
- 2007 초코송이 카트라이더 7차 리그 본선 진출
- 2008 버디버디 카트라이더 9차 리그 본선 진출
- 2008 버디버디 카트라이더 9차 리그 Best of Best Rider 수상
- 2008 K-SWISS 챔피언십 4강 4위
- 2008 버디버디 카트라이더 10차 리그 본선 진출
- 2009 G마켓배 카트라이더 길드챔피언십 본선 진출
- 2010 넥슨 카트라이더 11차 리그 본선 진출
- 2010 넥슨 카트라이더 12차 리그 6위
- 2012 카트라이더 이벤트매치 4위

## 같이 보기
- 카트라이더 리그